# Sparasion travancoricum
Sparasion travancoricum är en stekelart som beskrevs av Mani och Sharma 1981. Sparasion travancoricum ingår i släktet Sparasion och familjen Scelionidae. Inga underarter finns listade i Catalogue of Life.